# Teatro Real (Madrid)

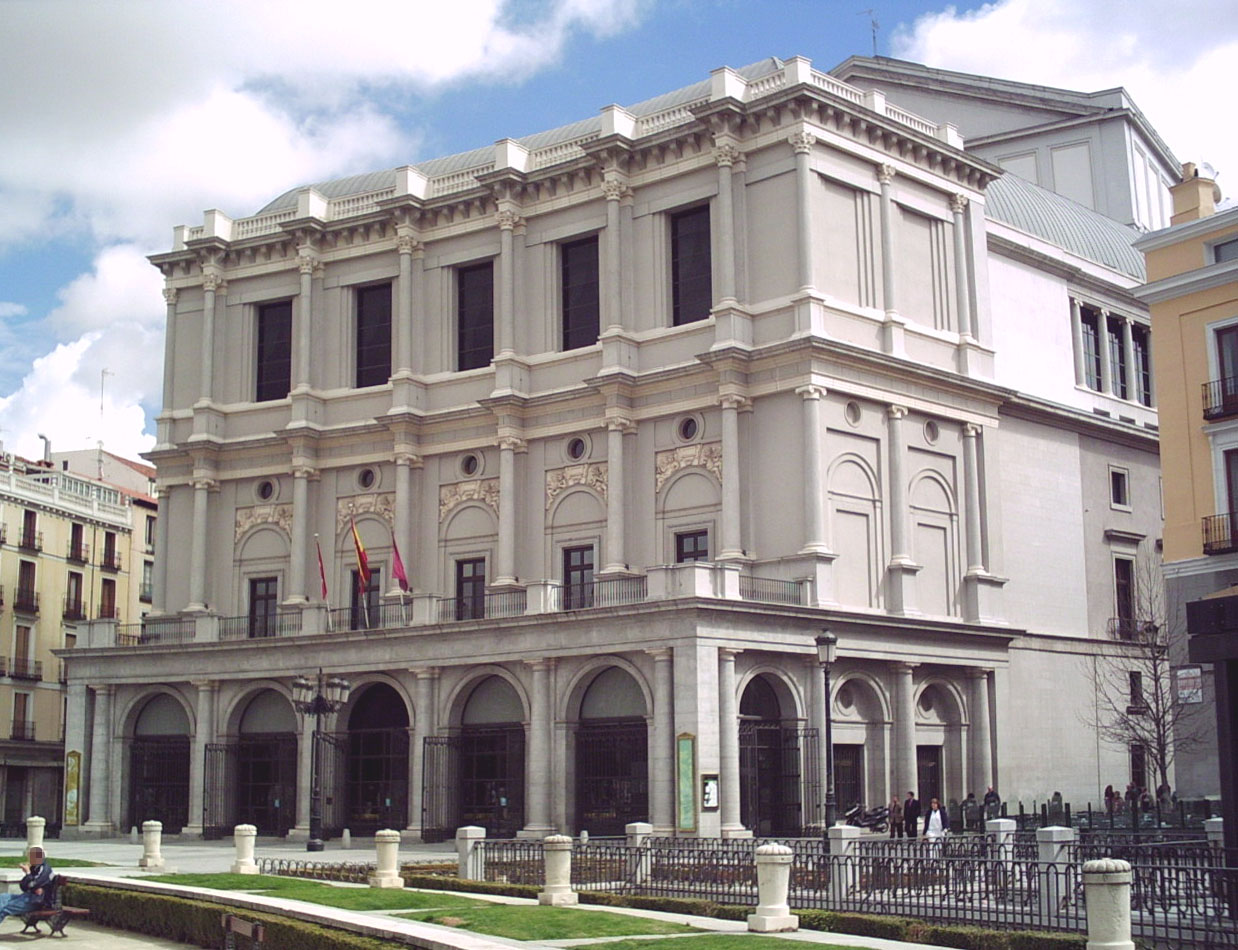
Fachada oeste do Teatro Real

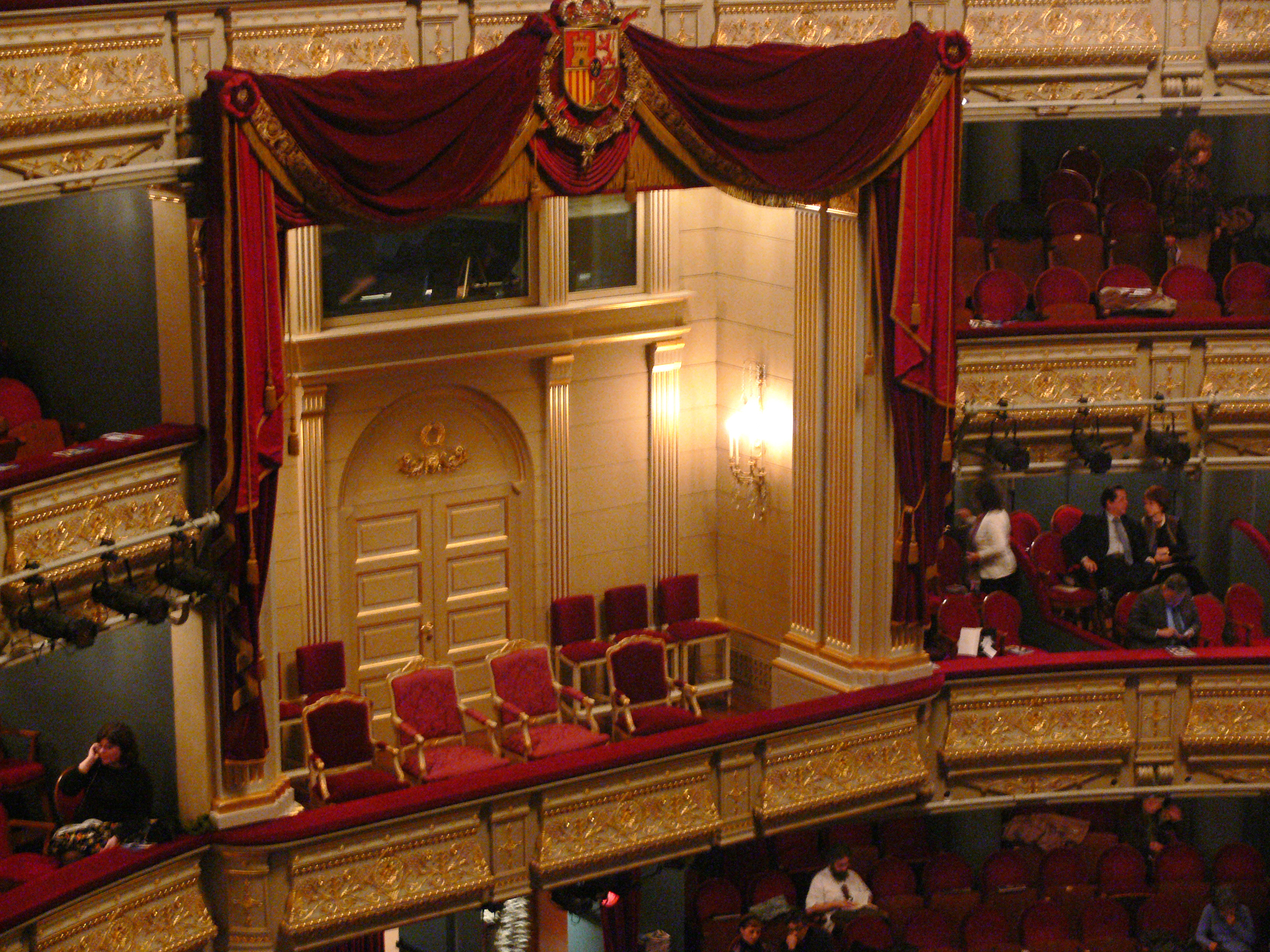
Camarote real

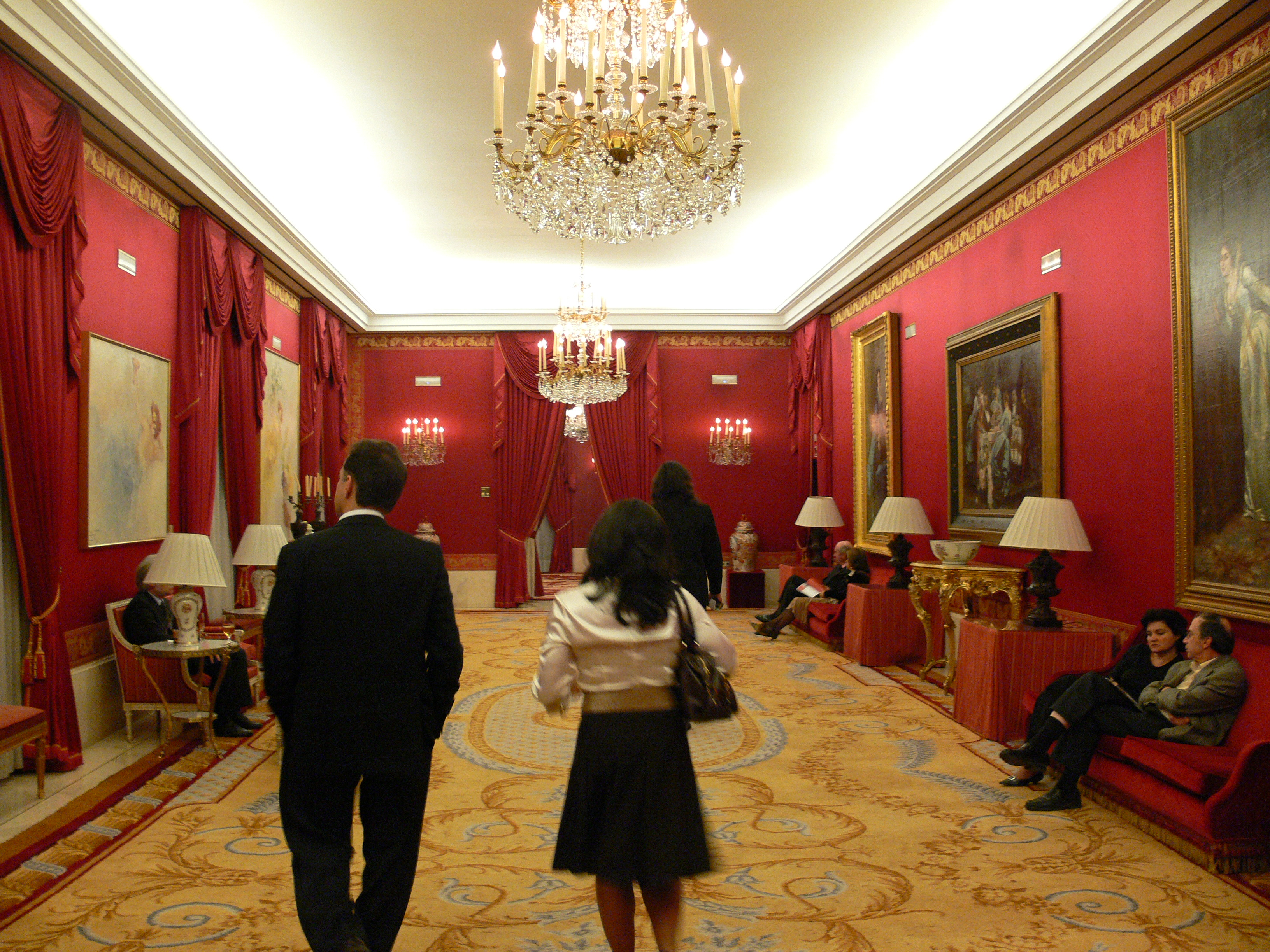
Salão Vermelho

O Teatro Real ou simplesmente El Real, é a maior casa de ópera de Madrid, Espanha.

## História
Após trinta e dois anos de planejamento e construção, uma Ordem Real em 7 de maio de 1850 decretou o término imediato do "Teatro de Oriente" e a construção terminou cinco meses depois. A casa de ópera, localizado em frente ao Palácio Real de Madrid, a residência oficial da rainha que ordenou a construção do teatro, Isabel II, foi finalmente inaugurado dia 19 de novembro de 1850 com a ópera La Favorita de Gaetano Donizetti. Em 1863, Giuseppe Verdi visitou o teatro para a estreia espanhola de sua ópera La Forza del Destino. Em 1925 os Ballets Russes de Sergei Diaghilev apresentou-se no teatro com a presença de Vaslav Nijinsky e com Igor Stravinsky.
De 1867 até 1925 ela hospedou o Conservatório Real de Madri, quando uma Ordem Real fechou provisoriamente, pois a construção do Metro de Madri causou danos ao Teatro. O teatro foi reaberto em 1966 como um teatro de concerto e casa principal da Orquestra Nacional de Espanha e da Orquestra Sinfônica da RTVE. [carece de fontes?] Foi ainda o local de realização do Festival Eurovisão da Canção 1969, do qual a Espanha foi o país-sede.
Na década de 1990, a casa foi remodelada para hospedar óperas novamente e reaberta em 1997. A primeira ópera apresentada foi El sombrero de tres picos e La vida breve de Manuel de Falla, seguidas imediatamente da premiere mundial da ópera Divinas Palabras do compositor espanhol Antón García Abril, com Plácido Domingo no elenco.[carece de fontes?]

## A Companhia
O teatro apresenta aproximadamente dezessete óperas durante uma temporada, como também dois ou três balés e diversos recitais. A orquestra do Teatro é a Orquestra Sinfônica de Madri, que tem Gerard Mortier como diretor geral.[carece de fontes?]
O teatro oferece visitas guiadas em várias línguas, todos os dias. Tours inclui o auditório, palco, oficinas e salas de ensaio.[carece de fontes?]

## Óperas mais representadas
| Compositor | Ópera                   | Première | Última Performance | Performances |
| ---------- | ----------------------- | -------- | ------------------ | ------------ |
| Verdi      | Rigoletto               | 1853     | 2015               | 387          |
| Verdi      | Aida                    | 1874     | 1998               | 361          |
| Verdi      | Il trovatore            | 1854     | 2007               | 342          |
| Rossini    | Il barbiere di Siviglia | 1850     | 2013               | 327          |
| Donizetti  | La Favorita             | 1850     | 2003               | 288          |
| Meyerbeer  | L'Africaine             | 1865     | 1923               | 268          |
| Verdi      | La Traviata             | 1855     | 2015               | 245          |
| Meyerbeer  | Les Huguenots           | 1858     | 2011               | 243          |
| Donizetti  | Lucia di Lammermoor     | 1851     | 2001               | 242          |
| Gounod     | Faust                   | 1865     | 2003               | 239          |
| Wagner     | Lohengrin               | 1881     | 2014               | 219          |
| Donizetti  | Lucrezia Borgia         | 1851     | 1919               | 218          |